# Шульц, Георгий Фёдорович
 Георгий Фёдорович Шульц  (1853—1908) — филолог, заслуженный профессор Харьковского университета.

## Биография
Сын учителя музыки при Харьковском университете.
Родился 14 сентября 1853 года в Харькове.
В 1861 году он был определен в училище при евангелическо-лютеранской церкви. В августе 1864 года выдержал экзамен во 2-й класс Первой Харьковской гимназии.
Курс окончил в 1870 году. В том же году Георгий Фёдорович поступил на историко-филологический факультет Харьковского университета.
В 1874 году удостоен степени кандидата классической филологии и оставлен при университете для приготовления к профессорскому званию.
В 1877 году окончив магистерский экзамен, защитил диссертацию и после прочтения двух пробных лекции он был допущен к преподаванию в должности приват-доцента.
15 февраля 1881 года получил степень магистра греческой словесности.
В августе того же года назначен штатным доцентом по кафедре классической филологии.
В 1883 году командирован от университета за границу в Лейпциг где он слушал лекции. После возвращения в Харьков, 23 апреля 1890 года назначен экстраординарным, а с 15 февраля 1893 года ординарным профессором.
По выслуге 25 лет службы 11 ноября 1899 года оставлен на службе, а 22 декабря 1902 года утвержден в звании заслуженного профессора университета.
Скончался в 1908 году.

## Труды
- О значении косвенных падежей в греческом языке : [Дисс.] / [Соч.] Георгия Шульц. 1- 1880
- К вопросу об основной идее трагедии Софокла «Царь Эдип» / [Соч.] Георгия Шульца Харьков : тип. Окр. штаба, 1887
- Критические заметки к тексту трагедии Софокла «Царь Эдип» : [Диссертация] / Г. Ф. Шульц Харьков : Унив. тип., 1891
- К вопросу о значении классических языков для средней школы : (По поводу ст. проф. В. П. Даневского: «Единая средняя школа и классическая система» в № 7223 «Нового времени» от 9 апр. 1896 г.) : Чит. в заседании Пед. отд. Харьковск. историко-филол. о-ва 19 апр. 1896 г. / [Проф. Г. Шульц] [Харьков, 1896]